# Avro Canada CF-100 Canuck
El CF-100 fue el primer avión completamente proyectado y construido en Canadá. Especialmente diseñado para los particulares requisitos operacionales canadienses, era un robusto caza todotiempo biplaza de gran tamaño, equipado con radar. El Canuck llevaba un pesado armamento fijo y cohetes. Entró en servicio con las Fuerzas Aéreas canadienses en 1951 y fue dado de baja en 1981. Se fabricaron más de 600 ejemplares, incluidos 50 para Bélgica.

## Especificaciones

### Características generales
- Tripulación: 2 (piloto y navegante)
- Longitud: 16,5 m (54,1 ft)
- Envergadura: 15,9 m (52 ft)
- Altura: 4,7 m (15,6 ft)
- Superficie alar: 54,9 m² (591 ft²)
- Peso vacío: 10 478 kg (23 093,5 lb)
- Peso máximo al despegue: 16 738 kg (36 890,6 lb)
- Planta motriz: 2×  Orenda 11.

### Rendimiento
- Velocidad máxima operativa (Vno): 1046 km/h (650 MPH; 565 kt)
- Alcance: 1046 km (565 nmi; 650 mi)
- Techo de vuelo: 16 469 m (54 032 ft)

### Armamento
- Armas de proyectiles: 8 ametralladoras Colt-Browning de 12.7 mm
- Cohetes: 58 cohetes sin guía de 70 mm

## Operadores
Canadá
- Real Fuerza Aérea Canadiense
  - 409 Escuadrón
  - 410 Escuadrón
  - 414 Escuadrón
  - 416 Escuadrón
  - 419 Escuadrón
  - 423 Escuadrón
  - 425 Escuadrón
  - 428 Escuadrón
  - 432 Escuadrón
  - 433 Escuadrón
  - 440 Escuadrón
  - 445 Escuadrón
  - 448 Escuadrón

 Bélgica
- Fuerza Aérea Belga
  - 11 Escuadrón
  - 349 Escuadrón
  - 350 Escuadrón